# Thomas Gresham
Thomas Gresham (ur. ok. 1512  w Londynie, zm. 21 listopada 1579 tamże) – angielski kupiec i finansista który służył angielskiemu królowi Edwardowi VI i królowej Elżbiecie I.
Urodzony w rodzinie bankierów, był doradcą gospodarczym królowej Elżbiety I, która nadała mu tytuł „kupca królewskiego”. Ukończył kolegium Gonville Hall na Uniwersytecie Cambridge .
Założył w Londynie giełdę królewską (Royal Exchange), a zgodnie z jego testamentem jego dom stał się szkołą nauk ścisłych, która nosi jego imię. Thomas Gresham za Kopernikiem (Monetae cudendae ratio, pol. Rozprawa o urządzeniu monety… z 1526) niezależnie powtarza prawo będące jednym z podstawowych w teorii monetarnej, tzw. prawo Kopernika-Greshama. Zawarł je w 1558 roku w rozprawie „Information touching the fall of exchange” (Informacja dotycząca upadku giełdy), wydrukowanej w 1560 roku w zbiorze listów do królowej pod nagłówkiem „Letter to Queen Elizabeth”.
W 1565 roku wybudował w Osterley (obecnie w obrębie Londynu) pierwszą angielską papiernię .